# Adele Jergens
Adele Jergens (ur. 26 listopada 1917, zm. 22 listopada 2002) – amerykańska aktorka filmowa i telewizyjna.

## Wyróżnienia
Została uhonorowana gwiazdą na słynnej Alei Gwiazd w Hollywood.